# 押井守シアター ケルベロス鋼鉄の猟犬
『押井守シアター ケルベロス 鋼鉄の猟犬』（おしいまもるシアター ケルベロス こうてつのりょうけん）は、文化放送で放送されていたラジオドラマ。「ケルベロス・サーガ」と呼ばれるシリーズ作品の一つ。

## 概要
- 『犬狼伝説』などの前史に当たる作品。シリーズを象徴する重要な小道具である「プロテクト・ギア」が元はドイツが戦時中に使用した軍用兵器であるとされ、それを装備した「装甲猟兵」達の戦いを描いた内容となっている。
- 文化放送では2006年5月 - 2007年3月まで放送されていた（放送時間：2006年9月までは毎月最終水曜26:35 - 27:00、2006年10月からは毎週木曜25:30 - 26:00）。
- 2007年4月から9月まで後述の全国34局で放送された。
- カカクコムの一社提供。

## あらすじ
1942年ドイツ軍宣伝中隊に所属する女性将校マキ・シュタウフェンベルク大尉は、ワルシャワ駅からクルスク行きの装甲列車に搭乗した。彼女の任務は圧倒的な戦闘力を持ちながら謎に包まれている「第101装甲猟兵大隊」の姿をフィルムに収め記録映画「ケルベロス 鋼鉄の猟犬」を完成させること。かつては独裁者直属の典礼部隊であり“呪われし装甲兵”として忌み嫌われる装甲猟兵の姿を求めて、彼女は史上最大の陸戦と呼ばれた東部戦線の激戦区スターリングラードへと旅立つ。

## 世界観
- 史実と作中世界の最大の相違は第二次世界大戦が枢軸国と日英同盟の戦いとなっていることと、独裁者[注 1]の暗殺[注 2]に成功したこと。
- それによりナチス政権が解体･人種主義勢力が一掃されたため、日系人のマキがドイツ人将校となっており被占領地域からの協力も得やすくなっているようである[注 3]。
- アメリカはモンロー主義により西部戦線に参戦しておらず、ドイツは独ソ戦に史実以上の戦力を回している。

## 登場人物
マキ・シュタウヘンベルク大尉
声 - 榊原良子
黒髪、黒目の女性。年齢不詳。
本作の主人公。第808宣伝中隊所属の大尉。元はウーファの演出部に所属。出身や所属、軍に入った動機ゆえに、軍人としての能力や意識は低い。スターリングラードで第101装甲猟兵師団の装甲猟兵、通称ケルベロスを撮影することを命令されているが、自身の目的の為に自ら提案した企画である。
父は日本大使館付きの武官としてベルリンに駐在していた帝国海軍将校。つまり彼女は独裁者政権下では劣等民族の血を受け継いだ敵性市民（ドイツは日本とは敵対している）になるが、独裁者暗殺後ドイツから人種主義者が追放されたため問題は無いようである。母方の叔父は独裁者暗殺に成功したクラウス・フォン・シュタウフェンベルク。
劇中ではしばしば同時代のドイツ人女性映画監督レニ・リーフェンシュタールと対比されている。これは有能でありながら独裁者と共に失脚し処罰されたレニに対し、その独裁者を暗殺した英雄の姪にして今は無き人種主義者達のアンチテーゼである混血のマキが、同じ女性映画監督として対極的な位置にあることに基づいている。
かなりのヘビースモーカーで事ある毎に周囲の人間から煙草を貰っている。
ベルン・ホラーバッハ曹長
声 - 池水通洋
戦前はウーファのスタジオで撮影部の主任をする。マキとは民間時代からの付き合いで、現在は部下。マキの部下ながら常に彼女を「嬢ちゃん」扱いしており、父親と娘のような関係になっている。
ベンヤミン・ラウト伍長
声 - 内田夕夜
マキの部下で部隊の撮影助手。マキ達とはウーファ時代から部下であり、その時の癖でホラーバッハを「主任」と呼んでは怒鳴られている。
ダイスラー大尉
声 - 江原正士
第203装甲列車師団所属の運行責任者。ユンカー出身の国家社会主義者で、人種的偏見の無い国防軍の模範的将校。日系のマキにも礼儀正しく接し、度々お茶に誘った。ベルン曰く「手が早そうな遊び人」だが、戦闘時には迅速で的確な指揮を見せる。
バインリヒ軍曹
声 - 後藤哲夫
ダイスラー大尉の部下。
クローゼ少佐
声 - 沢木郁也
第19装甲師団段列長。ドイツ映画マニアで特にフリッツ・ラングの熱烈なファンであり、ラングが活躍していたウーファ出身のマキ達宣伝中隊にも好意的。独裁政権下でのウーファ国営化によりラングをはじめとする映画関係者が海外に亡命してしまった事がかなり悔しいらしく、その話になるとマキをたじろがせる程の熱弁を振るった。
カーン軍曹
声 - かわのをとや
第301輸送大隊第2中隊所属のトラック運転手。輸送任務の途中で前線に向かうマキ達を乗せる。
クラマー所長
声 - 清川元夢
ウーファの所長、マキの元上司。軍属となり戦争に赴くマキの身を案じていた。
ボリス・レシェンスキー
声 - 竹中直人
ベルリンから来た特派記者を名乗る男。前線に向かう汽車でマキと相乗りになり、そこでソ連の内情を語ったが…。
マキの正体を知っており、彼女に敵国製の煙草をプレゼントしている。
ルーカス・ポドルスキー大尉
声 - 内田直哉
ウーファ演出部出身の宣伝隊大尉。マキの2期上であり、ホラーバッハとも仕事をしていた。676重列車砲大隊に随伴している。
シュテファン・エッフェンブルグ中尉
声 - 矢尾一樹
676重列車砲大隊射撃管制中隊付の士官。列車砲グスタフの射撃管制を担当する。宣伝部隊を嫌い、マキへ露骨な敵意を向ける。砲戦と爆撃機の知識が豊富。
ヴォルフガング・マイヤー大佐
声 - 大塚明夫
第101装甲猟兵大隊指揮官。かつての独裁者直属部隊の隊長であるため、現在はドイツ全軍の将兵から忌み嫌われ干されている。死に場所を求めて戦場に固執しており、スターリングラード撤退戦では生還が絶望的な殿を嬉々として引き受けた。マキは「強い破壊願望を持った危険人物」と見なしフリードリヒ・パウルスは「戦うために生まれてきた男」と形容した。
クルト・マイヤーSS少将がモデル。
ギド・ブッフバルト大尉
声 - 小山力也
マイヤーの副官。
ティモ・ヒルデブラント大尉
声 - 高木渉
装甲猟兵大隊第一中隊第一小隊隊長。スターリングラード撤退戦で戦死。
オリバー・ノイヴィル軍曹
声 - 目黒光祐
装甲猟兵大隊第一中隊第一小隊所属。スターリングラードで狙撃兵に狙われたマキ達を助け、市内の偵察にマキ達を同行させる。ホラーバッハとは「暴走しがちな上官に苦労させられている下士官」としてウマが合っている。
シュタインブルンナー大佐
声 - 堀勝之祐
ヴォルガ地区宣伝中隊本部司令。マキを包囲されつつあるスターリングラードから呼び出し、脱出させようとする。
ベンヤミン・フェネカンプ大佐
声 - 牛山茂
宣伝中隊映画部長。マキの提出した映画の企画を承諾し、彼女の民族的出自を利用した宣伝を画策する。

## 関係のある人物

### ドイツ
- 独裁者
- アドルフ・ホイジンガー
- アルブレヒト・メルツ・フォン・クイルンハイム大佐 - 声：亀井三郎
- ヴィルヘルム・ボードヴィン・ヨハン・グスタフ・カイテル
- ヴァルター・シェレンベルク
- ウィリー・メッサーシュミット
- ヴェルナー・フォン・ヘフテン中尉 - 声：上田陽司
- ヴォルフラム・フォン・リヒトホーフェン空軍上級大将
- エヴァルト・ハインリッヒ・フォン・クライスト＝シュメンツィン
- エーリッヒ・フェルギーベル大将
- エーリッヒ・フォン・マンシュタイン
- エルヴィン・フォン・ウィッツレーベン
- エルンスト・レーム
- カール・デーニッツ
- カール・フィーリプ・ゴットリープ・フォン・クラウゼヴィッツ
- カール・リープクネフト
- クルト・フォン・シュライヒャー
- グレゴール・シュトラッサー
- テオドール・アイケ
- ハインツ・グデーリアン
- ハインリヒ・ヒムラー
- ハインツ・ブラント大佐 - 声：金尾哲夫
- パウル・バイスバイラー
- パウル・フォン・ハーゼ
- パウル・ヨーゼフ・ゲッベルス
- パウル・ルートヴィヒ・フォン・ベネッケンドルフ・ウント・フォン・ヒンデンブルク
- ハンス・エーリヒ・フォス海軍少将
- ハンス・フォン・ゼークト少将
- フリードリヒ・ヴィルヘルム1世
- フリードリヒ・ヴィルヘルム・エルンスト・フォン・パウルス
- フリードリヒ・エーベルト
- フリードリヒ・オルブリヒト中将 - 声：大木民夫
- フリードリヒ・フロム大将 - 声：中庸助
- ベルトルト・フォン・シュタウフェンベルク - 声：小川真司
- ヘルムート・イェームス・フォン・モルトケ
- ヘルマン・ゲーリング
- ラインハルト・トリスタン・オイゲン・ハイドリヒ
- ラインハルト・ゲーレン
- ルートヴィヒ・ベック
- ローザ・ルクセンブルク

### ソ連
- アレクサンドル・ヴァシリエヴィッチ・コルチャーク
- アレクサンドル・ヴァシレフスキー
- アレクセイ・ニコライビッチ・コスイギン
- アントン・イワノヴィッチ・デニーキン
- アンドレイ・ヤヌアレヴィッチ・ヴィシンスキー
- ヴィトフト・カジミロヴィッチ・プトナ
- ウラジーミル・イリイチ・レーニン
- カール・ラデック
- クリメント・エフレモヴィッチ・ヴォロシーロフ
- ゲオルギー・ジューコフ
- ニキータ・セルゲーエヴィチ・フルシチョフ
- ミハイル・ニコラエヴィチ・トハチェフスキー
- ヨシフ・スターリン
- レフ・トロツキー

### その他
- ウィリアム・”ビリー”・ミッチェル
- エドヴァルド・ベネシュ
- エルンスト・ルビッチ
- ジュリオ・ドゥーエ
- ジョージ6世
- ネヴィル・チェンバレン
- マックス・オフルス
- マレーネ・ディートリヒ
- レニ・リーフェンシュタール

## スタッフ
- 原作・脚本・監督 - 押井守
- 音楽 - 川井憲次
- 音響監督 - 若林和弘
- 録音 - 宮澤二郎
- 効果 - 伊藤道廣
- プロデューサー - 廣瀬和好、小泉聰、白籏正彦
- 音響制作 - 好永伸恵、原口昇（フォニシア）
- 効果助手 - 山田香織（サウンドリング）
- 音楽制作 - 安田玲子、仲野智子、奥澤麻由美、大久保絵美（オーブ）
- 制作事務 - 西谷弘子（バルク）
- 番組担当 - 吉住由木夫、斉藤清人、下田まりこ、南理子、天海浩介（文化放送）、三枝由幸、林良彦（文化放送メディアブリッジ）
- スタジオ - 東京テレビセンター
- 制作 - 文化放送メディアブリッジ・バルク
- 製作・著作 - KERBEROS-SAGA.JP
- プロテクトギア・デザイン - 末弥純
- プロテクトギア造形 - 竹谷隆之
- タイトルデザイン - 田中晴也（文化放送メディアブリッジ）
- コピー - 包國文朗（文化放送メディアブリッジ）
- 協力 - ホビージャパン編集部
- 主題歌 - Elżbieta Towarnicka歌唱" Die Antwort "(Paolo Bozzola 詞／川井憲次 曲)

## ネット局
- STVラジオ 日曜 26:30 - 27:00
- 青森放送 日曜 23:30 - 24:00
- IBC岩手放送 日曜 22:00 - 22:30
- 秋田放送 木曜 23:30 - 24:00
- 山形放送 日曜 23:00 - 23:30
- ラジオ福島 土曜 22:30 - 23:00
- 茨城放送 日曜 23:00 - 23:30
- 栃木放送 木曜 23:00 - 23:30
- 文化放送 木曜 25:30 - 26:00（キー局：2006年9月までは月1回の水曜日26:35 - 27:00 に放送）
- 新潟放送 日曜 23:30 - 24:00
- 信越放送 日曜 25:00 - 25:30
- 山梨放送 土曜 22:30 - 23:00
- 北日本放送 月曜 23:30 - 24:00
- 北陸放送 日曜 24:40 - 24:30
- 福井放送 日曜 22:30 - 23:00
- 静岡放送 火曜 24:30 - 25:00
- 東海ラジオ 金曜 26:30 - 27:00
- 和歌山放送 日曜 24:00 - 24:30
- 京都放送 日曜 25:20 - 25:50
- ラジオ大阪 水曜 24:30 - 25:00
- 山陰放送 日曜 23:30 - 24:00
- 山陽放送 日曜 25:00 - 25:30
- 中国放送 月曜 22:00 - 22:30
- 山口放送 土曜 22:30 - 23:00
- 西日本放送 日曜 23:30 - 24:00
- 四国放送 火曜 23:30 - 24:00
- 南海放送 日曜 21:30 - 22:00
- 高知放送 月曜 21:30 - 22:00
- 九州朝日放送 火曜 24:30 - 25:00
- 長崎放送 日曜 23:30 - 24:00
- 大分放送 日曜 23:30 - 24:00
- 熊本放送 日曜 25:30 - 26:00
- 宮崎放送 日曜 22:30 - 23:00
- 南日本放送 火曜 23:00 - 23:30
- ラジオ沖縄 日曜 22:00 - 22:30

## 放送データ
- 第01回2006年4月27日押井守トークスペシャル①押井守インタビュー
- 第02回2006年6月1日 #01 第一部『装甲列車編』①宣伝中隊
- 第03回2006年6月29日 #02 第一部『装甲列車編』②クルスク
- 第04回2006年7月27日 #03 第一部『装甲列車編』③軍馬
- 第05回2006年8月31日 #04 第二部『装甲猟兵編』①ポツダムの巨人兵
- 第06回2006年9月28日 #05 第二部『装甲猟兵編』②第三の軍隊
- 第07回2006年10月6日 #06 第三部『電撃戦編』①花の戦争
- 第08回2006年10月13日 #07 第三部『電撃戦編』②西方研究
- 第09回2006年10月20日 #08 第三部『電撃戦編』③初陣
- 第10回2006年10月27日 押井守トークスペシャル②秋の特別編 押井守×榊原良子
- 第11回2006年11月3日 #01.1 第一部『装甲列車編』①.1宣伝中隊（再）
- 第12回2006年11月10日 #01.2 第一部『装甲列車編』①.2高射砲列車
- 第13回2006年11月17日 #02 第一部『装甲列車編』②クルスク（再）
- 第14回2006年11月24日 #03 第一部『装甲列車編』③軍馬（再）
- 第15回2006年12月1日 #09 第四部『バルバロッサ編』①粛正
- 第16回2006年12月8日 #10 第四部『バルバロッサ編』②赤いボナパルト
- 第17回2006年12月15日 #11 第四部『バルバロッサ編』③伍長暗殺
- 第18回2006年12月22日 #12 第五部『巨砲吼ゆ編』①グスタフ
- 第19回2006年12月29日 #13 第五部『巨砲吼ゆ編』②アイゼンバーンラフェッテ
- 第20回2007年1月5日 #14 第五部『巨砲吼ゆ編』③セヴァストポリ
- 第21回2007年1月12日 #15 第六部『スターリングラード編』①邂逅
- 第22回2007年1月19日 #16 第六部『スターリングラード編』②郡狼
- 第23回2007年1月26日 #17 第六部『スターリングラード編』③狙撃兵
- 第24回2007年2月2日 押井守トークスペシャル③冬の特別編 押井守×岡部いさく
- 第25回2007年2月9日 #18 第六部『スターリングラード編』④包囲
- 第26回2007年2月16日 #19 第六部『スターリングラード編』⑤パウルス
- 第27回2007年2月23日 #20 第六部『スターリングラード編』⑥雷鳴
- 第28回2007年3月2日 #21 第七部『バグラチオン編』①後手の先
- 第29回2007年3月9日 #22 第七部『バグラチオン編』②撤退1
- 第30回2007年3月16日 #23 第七部『バグラチオン編』③撤退2
- 第31回2007年3月23日 #24 第八部『メーメル編』①シャルンホルスト
- 第32回2007年3月30日 #25 第八部『メーメル編』②殲滅

## 小説版
2010年2月、押井自らによる小説版が幻冬舎より刊行された。
- ケルベロス 鋼鉄の猟犬 - ISBN 9784344017870
  - 幻冬舎文庫版 - ISBN 9784344419230 2012年10月4日発売[1]